# Ioan Ursuț
Ioan Ursuț, född 9 december 1959 i Baia Mare, död 20 januari 2012 i Gherla, var en rumänsk brottsling, känd för sina grova brott och många rymningar från svenska fängelser. Ursuț var en av 1990-talets mest omskrivna brottslingar i Sverige.

## Biografi
Ursuț kom till Sverige 1984 efter att ha ansökt om politisk asyl. År 1986 dömdes han till ett år och sex månaders fängelse för olaga vapeninnehav och förberedelse för rån. I december dömdes han till två år och tre månaders fängelse för bedrägeri och förfalskning. Ursuțs första flykt skedde från Norrköpingsanstalten den 28 maj 1988, efter att ha hotat vakterna med hjälp av en pistolattrapp gjord av en A4-pärm, men han greps efter bara några dagar på rymmen. Han sattes sedan på Hallanstalten varifrån han lyckades rymma den 5 september 1988 genom ett 17 x 49 centimeter stort hål. Han smorde in sig med smör som han tagit från matsalen och lyckades med hjälp av ett lakan fira sig ner från hålet. Efter ett par månader på fri fot och nya brott sköt han mot polisspanarna Stefan Wahlberg och Björn Kastebring (den förstnämnde träffades av tre skott) på Mariatorget i Stockholm. Han greps efter 10 dygn på flykt och dömdes till åtta års fängelse. År 1990 flydde han igen och placerades därefter i Kumlabunkern. I maj 1991 rymde Ursuț, tillsammans med Marten Imandi. I fem dygn pågick jakten innan han greps.
Spekulationer har förekommit att Ursuț under 1980-talet arbetade för den dåvarande rumänska säkerhetstjänsten Securitate, och att han skulle vara inblandad i de s.k rumänmorden, en serie mord på rumänska medborgare i Sverige under 1980-talet som fortfarande är ouppklarade.
År 1994 hade han avtjänat sina straff i Sverige och skulle utvisas. Han förfalskade då en serie handlingar för att få stanna i Sverige. Bluffen upptäcktes dock och han flögs till Italien där han var efterlyst i sin frånvaro för mordet på en maffiaboss i början av 1980-talet. Där hölls han först fängslad i Padua. Efter nya flyktförsök, bland annat via en kloakledning, flyttades han till fängelset Opera utanför Milano. Den 25 december 1998 rymde han igen med hjälp av en krok som fästs vid gallret till cellen vars fönster låg direkt i fängelsemuren. Han fångades på nytt efter bara några dagar.
Sommaren 2007 frigavs han i förtid och bodde efter det i Livorno. Han greps återigen den 27 januari 2010 i länet Satu Mare i Rumänien, drygt 50 mil från Bukarest, för rån av en värdetransport i Rumänien. Ursuț, som greps tillsammans med en 33-årig italiensk medborgare, kom över sex miljoner kronor vid värdetransportrånet som inträffade 15 september 2009.
Den 20 januari 2012 hittades han död i fängelset där han suttit sedan 2010. Han hade hängt sig i sin cell.